# 旧石器时代晚期

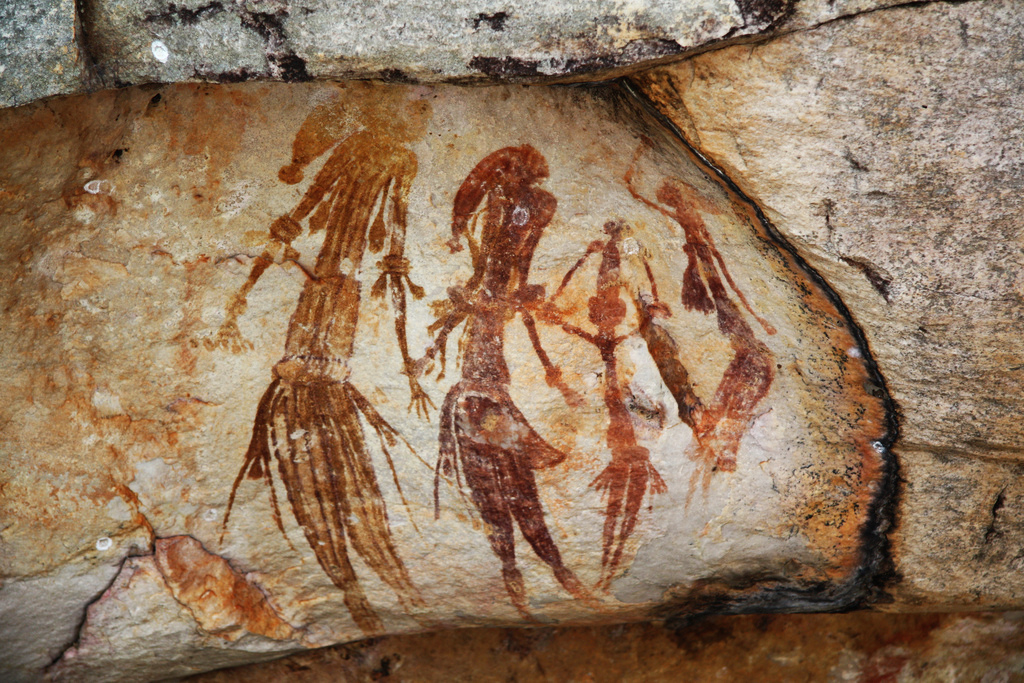
在西澳大利亚州金伯利地区发现的布拉德肖岩画。

舊石器時代晚期（約4.5萬年前-約1萬年前），代表文化有奧瑞納文化、梭鲁特文化、馬格德林文化、山頂洞人文化、薩拉烏蘇遺址。這些人生產骨尖，鹿角，燧石工具。他們畫可能最早的洞穴畫圖。

现代人类（即智人）出现在195000年前的非洲。尽管这些人的身体结构已经非常现代化，和同时代人相比，他们生活方式的改变依旧很少，如直立人和尼安德特人。
约50000年前，人工制品的多样性开始显著增加。已知的首个骨器和艺术品在非洲诞生。在公元前45000年至公元前43000年期间，这些新工艺随着人类的移民逐渐流传至欧洲。这些新工艺使得现代人类的数量得以快速增长，人们还认为这是尼安德特人灭绝的根本原因。

## 全球气候和地理环境的变化

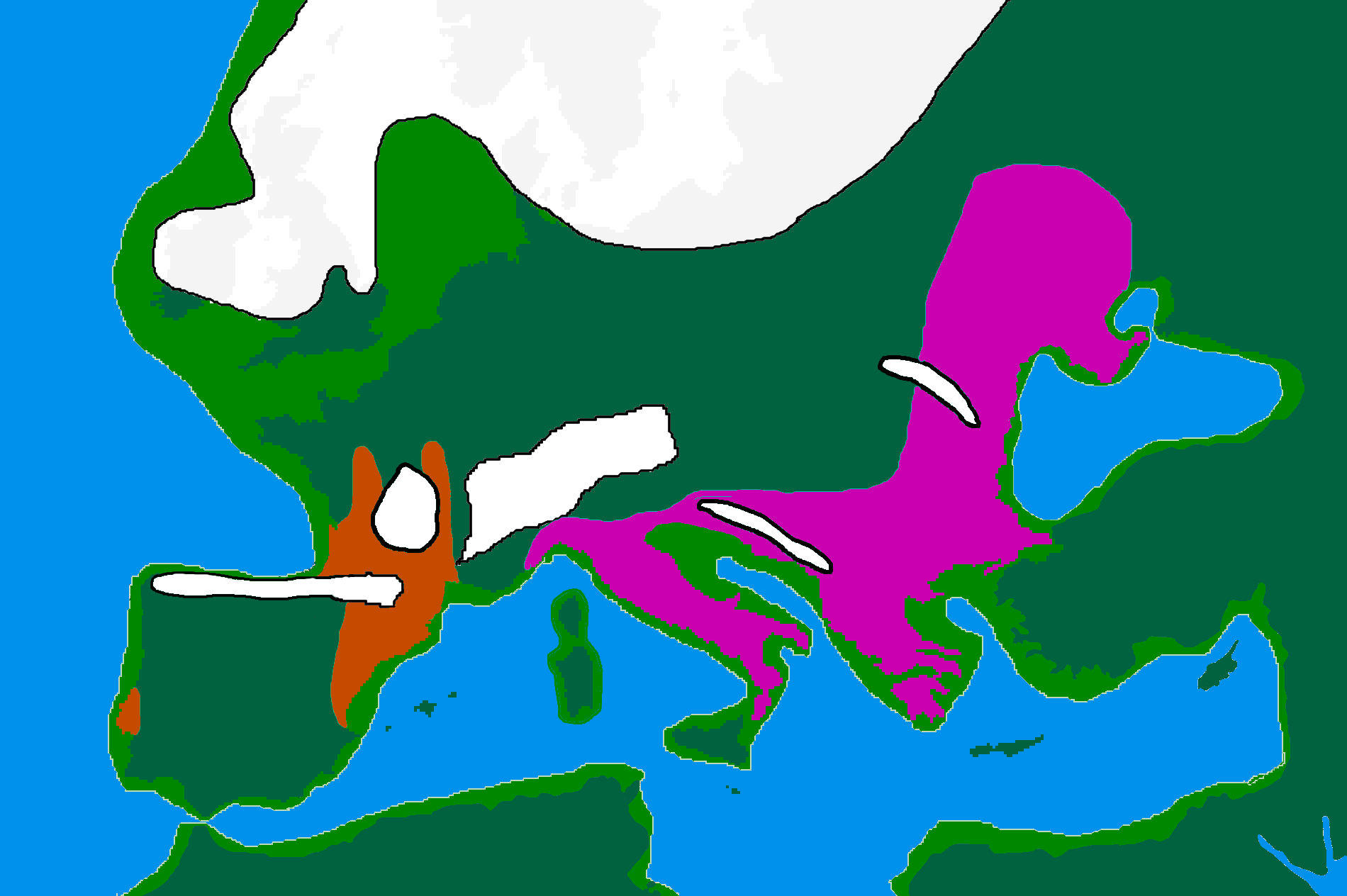
公元前18000年的European LGM refuges
Solutrean and Proto Solutrean Cultures
Epi Gravettian Culture

无论是直立人还是尼安德特人，他们所使用的工具都是粗糙石器。考古学家Richard Klein对古代石器有着很深的了解，他认为原始人的工具无法分类。尼安德特人使用石器时并没有过多的关注它们的最终形式。他认为无论是亚洲、非洲、欧洲还是地球上的其他地方，5万年前所有的石器都是相似的、不健全的。
公元前5万年后，考古学家发现非洲的人类制品开始可被分成许多不同的类别。这些新石器彼此差异很大，每个工具都为一个特定的目的而打造。入侵者，一般被称作克罗马农人，留下了许多先进的石器。
尼安德特人继续使用可能是Mousterian 石器锻造技术或Chatelperronian技术锻造的石器。根据考古记录，大约4万年前，也就是这些工具出现时，尼安德特人自己从化石记录上消失不见了。或许是出于动物成群狩猎的原因，定居点往往位于狭长的山谷底部。他们中有些人会占据一整年。但为了获取足够的食物，更多人会根据季节变化而搬迁。狩猎是很重要的，驯鹿“很可能是人类学最重要的物种。”

随着燧石工具的发展，人类制品的制造显著改善，工具开始更加精细，不再像以前一样简单粗糙。鱼叉、油灯、绳索等工具开始逐渐出现。

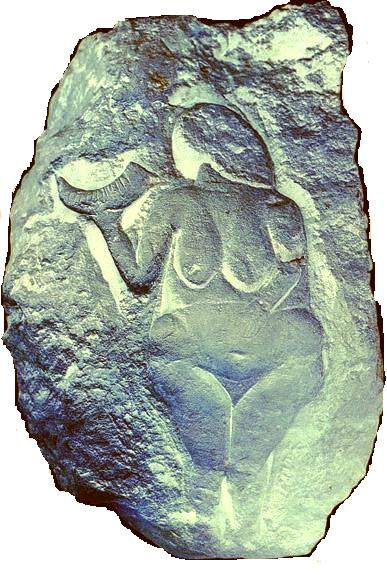
旧石器壁刻

在这些人类行为的变化发生时，全球温度不断下降，全球最后一个冰河时代来临。这种变化可能使可用木材的供应大幅减少，迫使人们寻找其他材料。火石在低温下更加脆弱，很可能不再是一个有用的工具。
一些学者认为复杂或抽象的语言的出现使这些行为的变化成为可能：新的人类能力的复杂性暗示人类在4万年前的计划或远见能力较弱，而合作和连贯的沟通的出现标志着文化发展的新时代。一理论没有被大众接受，因为人类的进化和分离可以追溯到旧石器时代中期。而后者则认为是更好的系统发育推断的支持下，该材料的“证据”是不可靠的。

## 文化

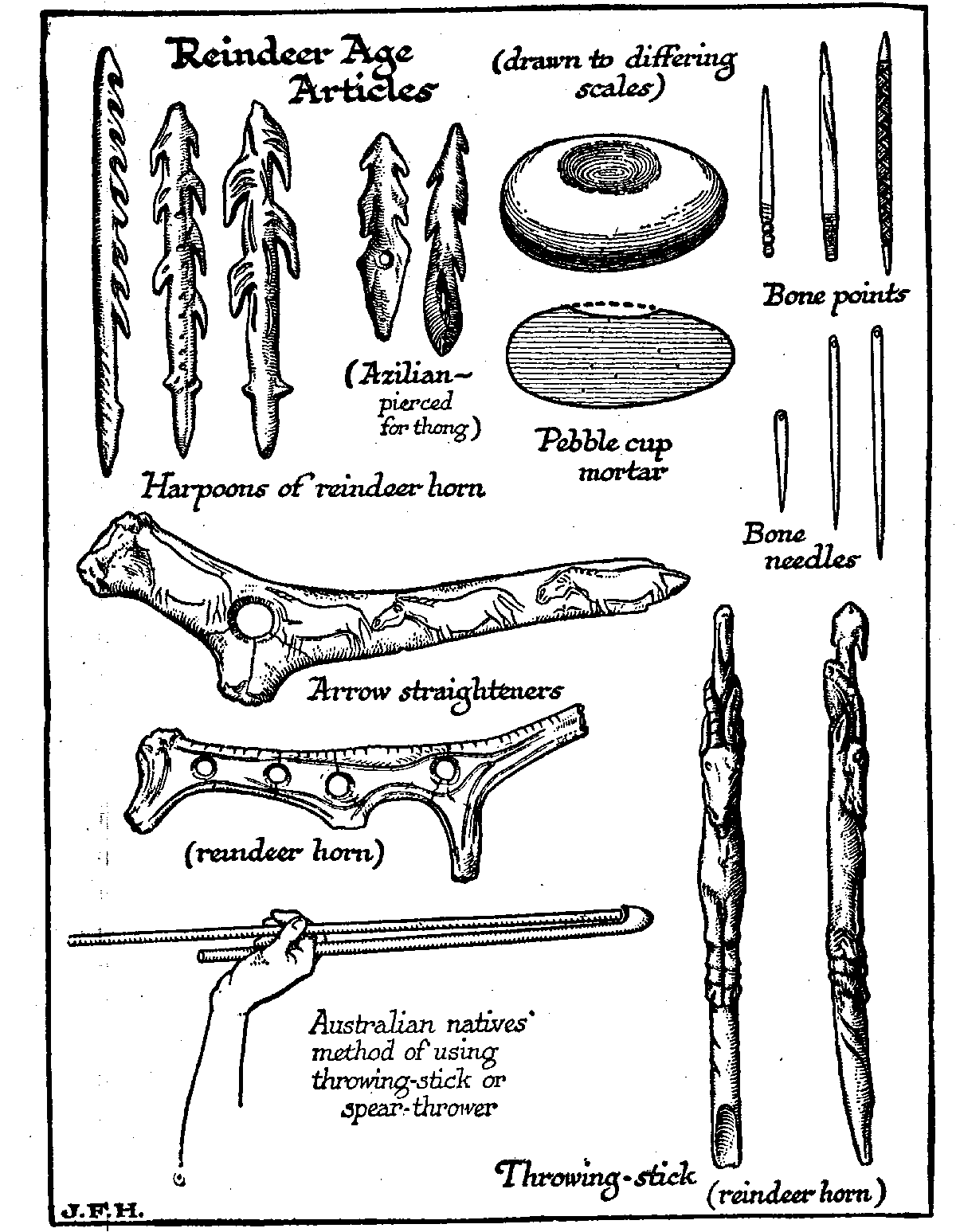
Reindeer Age articles

旧石器时代晚期在法国和坎塔布连地区：
- 查特佩戎文化（英语：Châtelperronian）
- 奥瑞纳文化
- 格拉维特文化（英语：Gravettian）
- 梭鲁特文化（英语：Solutrean）
- 马格德林文化